# Xylocopa nyassica
Xylocopa nyassica là một loài Hymenoptera trong họ Apidae. Loài này được Enderlein mô tả khoa học năm 1903.